# Pelycidion africanum
Pelycidion africanum is een slakkensoort uit de familie van de Pelycidiidae. De wetenschappelijke naam van de soort is voor het eerst geldig gepubliceerd in 1915 door Bartsch.